# Park Dąbrówka w Jastrzębiu-Zdroju
Park Dąbrówka – publiczny park miejski w Jastrzębiu-Zdroju położony pomiędzy ulicami 1 maja a Żeromskiego. Na terenie parku znajduje się m.in. zabytkowy budynek hotelu Dąbrówka. W parku Dąbrówka rosną różanecznik katawbijski, dąb szypułkowy, kilka modrzewi, robinie akacjowe oraz uznane za pomniki przyrody 170-letni kasztanowiec (obwód 390 cm), 160-letnia lipa drobnolistna (obwód 370 cm) i 130-letni wiąz szypułkowy (obwód 370 cm).

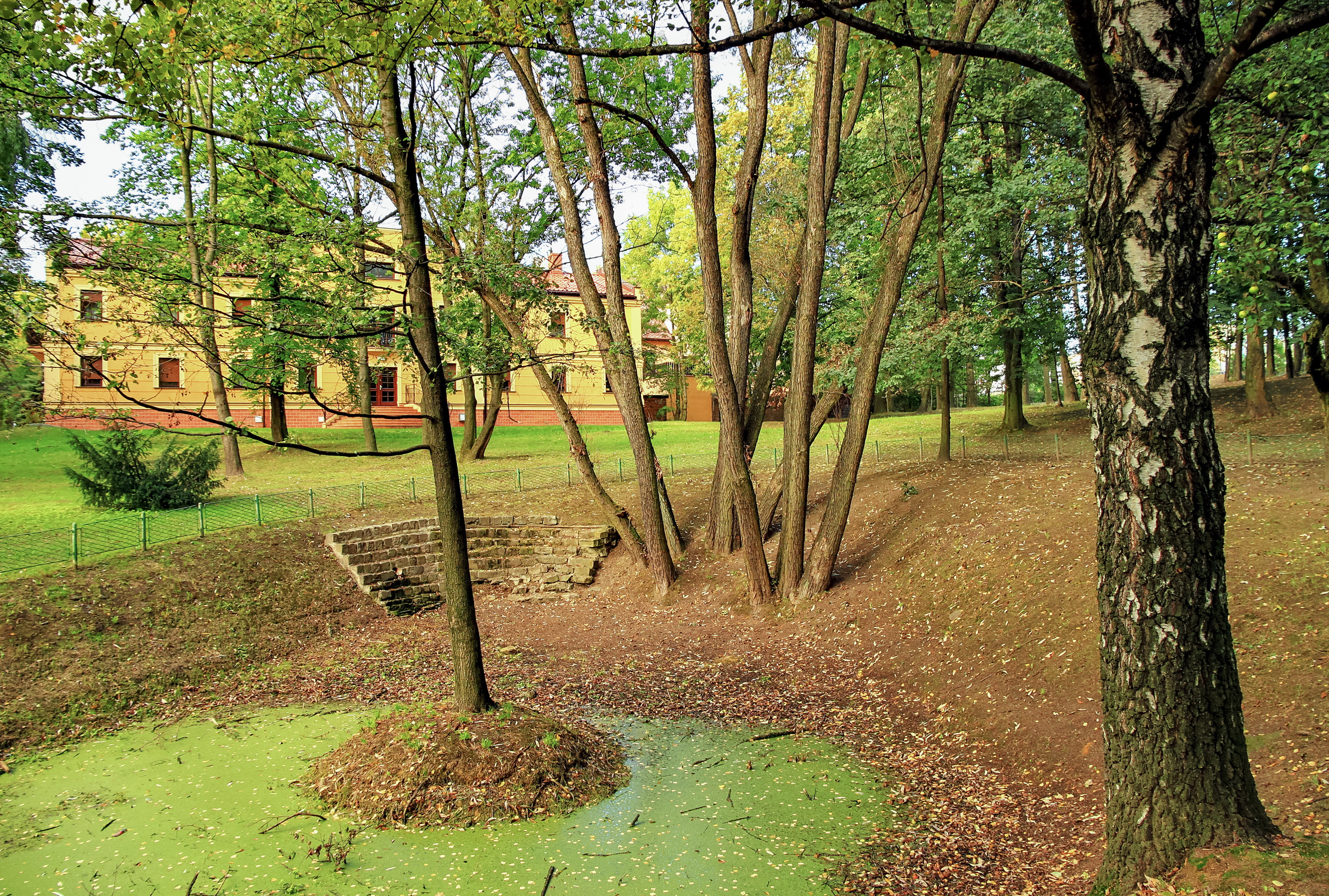
Park Dąbrówka
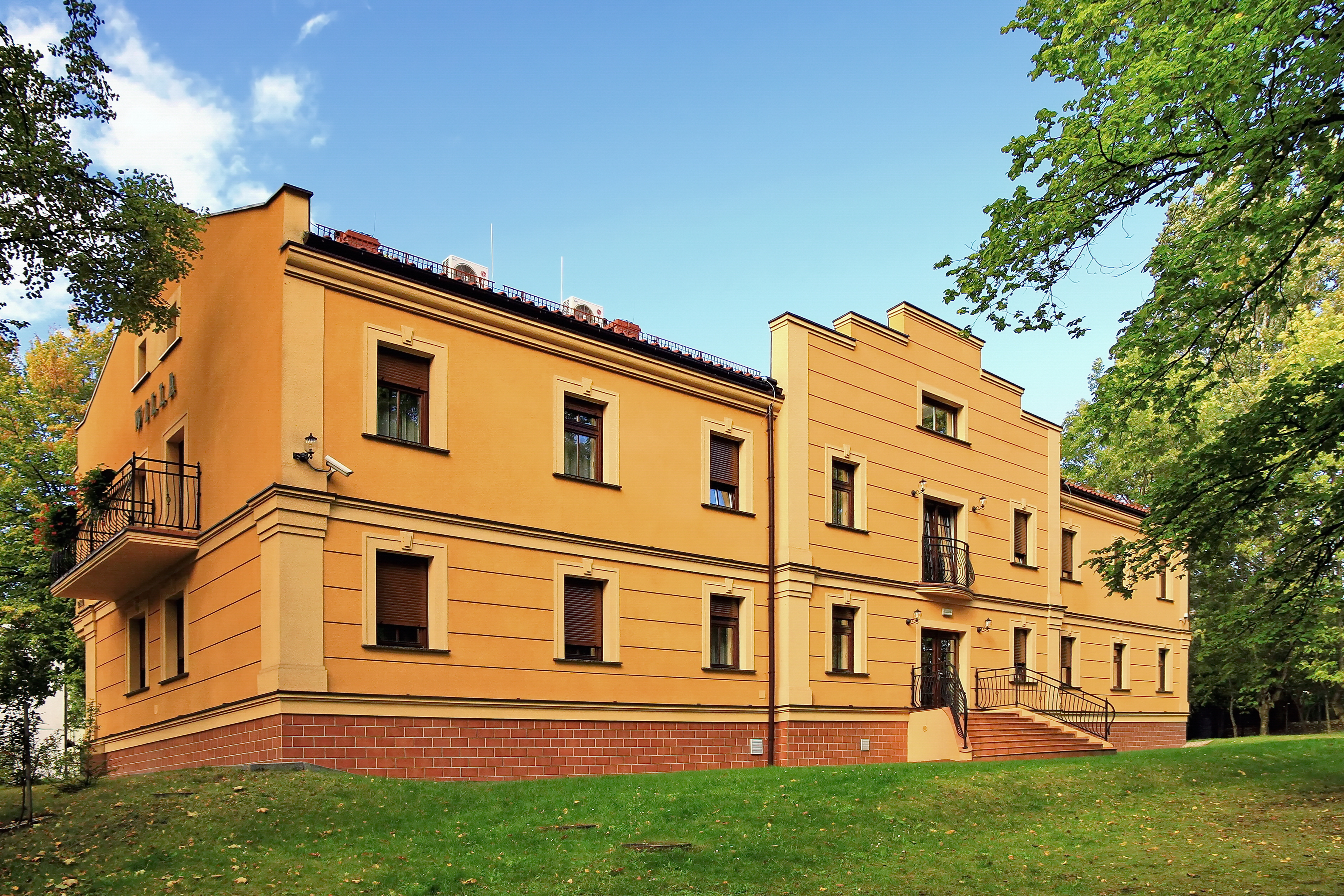
Willa Dąbrówka od strony parku
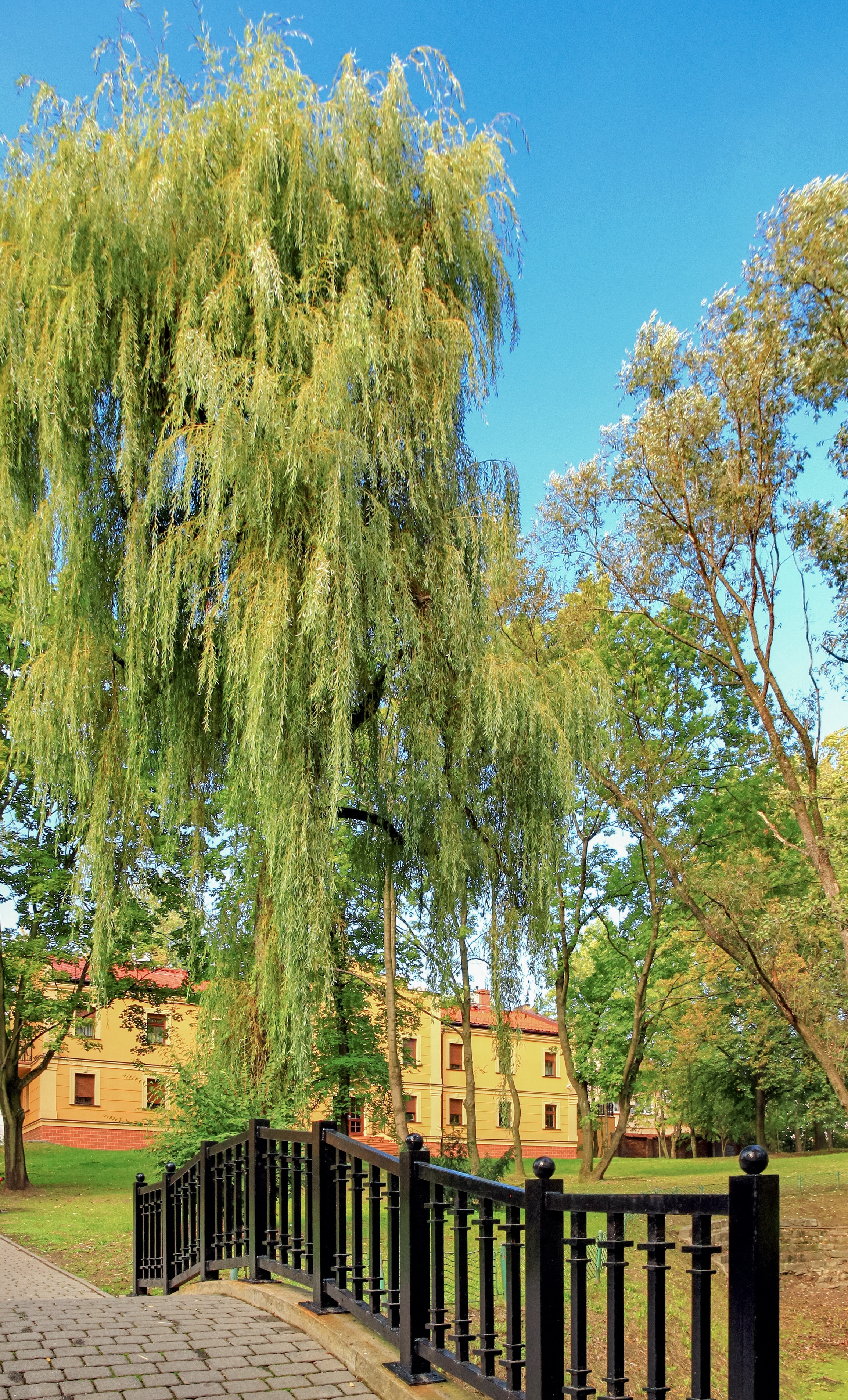
widok na mostek japoński i Willę Dąbrówka